# Huriti
Huriti ili Hurijci (hur. Ḫu-ur-ri) su bili narod Starog Istoka tijekom brončanog doba. Njihovo podrijetlo nije poznato niti se huritski jezik svrstava u iti jednu pod poznatih jezičnih porodica. U povijesti se prvi put pojavljuju krajem 3. tisućljeća pr. Kr., a sljedećih tisuću godina njihovim naseljenim područjima uglavnom vladaju Hetiti. Najveći uspon Hurita bilježi se oko 1500. pr. Kr. kada nastaje kraljevsko Mitanija, većinski huritske države s indoarijskom vladajućom elitom. Oko 1000. pr. Kr. huritsko stanovništvo apsorbiralo se u Hetite i druge okolne narode, a njihovim se potomcima može smatrati Urartu čiji se jezik svrstava u istu porodicu huritsko-urartskih jezika. Hurite se ponekad povezuje s biblijskim Horitima iako takva veza nije znanstveno potvrđena.

## Poveznice
- Hati
- Mitani
- Urartu